# Ignacio Visconti
Ignacio Visconti, né le 31 juillet 1682 à Milan, Italie et décédé le 4 mai 1755 à Rome, est un prêtre jésuite italien. Il est élu le 16e Supérieur général de la Compagnie de Jésus le 4 juillet 1751. 

## Formation
Étudiant du collège jésuite de Parme, Visconti rejoint la Compagnie de Jésus en 1702, en dépit de l'opposition de sa famille. Après la formation spirituelle classique et l'enseignement en philosophie et théologie, il est pendant vingt ans professeur de littérature et de philosophie à Milan. 
Dans son ministère spirituel, il accorde une grande attention au renforcement des congrégations mariales (aujourd'hui connue comme Communauté de vie chrétienne). 
Pendant trois ans (1732-1735), il est le provincial de Milan. En 1737, il est appelé à Rome comme assistant de Franz Retz pour l'Italie.

## Supérieur Général
Lors de la 17e congrégation générale en 1751, convoquée à la mort de Franz Retz, Visconti est élu dès le premier tour. 

### Les missions jésuites du Paraguay
Il hérite de son prédécesseur du problème très difficile résultant des nouvelles frontières déterminées par le Traité de Madrid de 1750 entre l'Espagne et le Portugal qui perturbe considérablement la vie des Réductions établies au Paraguay, en Amérique du Sud. La frontière a été tracée sans prendre en considération les Guaranis qui se trouvent divisés sur deux territoires séparés. Les Jésuites protestent localement sans résultat. Ils savent aussi que la politique anticléricale (et spécialement anti-jésuite) du gouvernement Portugais du Marquis de Pombal conduirait rapidement à leur expulsion des Réductions passées sous le contrôle Portugais. 
Les rumeurs subséquentes que les Jésuites refusaient d'abandonner les Guaranis à leur destin détermina Visconti à envoyer un Visiteur canonique, Luis de Altamirano (un espagnol), muni d'une lettre vigoureuse du 21 juillet 1751 les rappelant à leur devoir d'obéissance et leur enjoignant de quitter les sept réductions. Il est vraisemblable que Visconti, à peine un mois après son élection, fut contraint de signer cette lettre sans en saisir totalement les implications.
C'est cet épisode que retrace le film Mission.

### Le scandale du Père Lavalette
C'est aussi pendant son mandat que les premières accusations de participations à des opérations commerciales sont lancées contre le jésuite français Antoine Lavalette. Celui-ci est rappelé de Martinique en 1753 pour justifier sa conduite. Juste avant de mourir, Visconti l'autorise à rentrer vers sa mission, avec un ordre explicite d'arrêter toute entreprise commerciale.  
Cet ordre est ignoré par Lavalette, et, quelque temps plus tard, quand plusieurs de ses navires sont saisis par les pirates à leur retour en Europe, sa compagnie commerciale fit faillite. Ce scandale - et le refus des jésuites français d'accepter d'engager leur responsabilité financière - donnèrent l'opportunité aux ennemis de la Compagnie en France de déclencher des attaques qui allaient conduire à leur expulsion de France par Louis XV en 1767. 
S'ajoutant à d'autres difficultés survenant au Portugal et en Espagne, cela accrut les pressions sur le Pape afin de supprimer la compagnie partout dans le monde.